# Els 125 misteris no resolts de la ciència
Els 125 misteris no resolts de la ciència és un recull de qüestions científiques que es van fer per celebrar el 125 aniversari de la revista Science fundada per Thomas Alva Edison el 1880. Amb el títol Què és el que no sabem? (What Don't We Know?) un número especial de la revista, de juliol de 2005, va presentar les "grans preguntes" de la ciència.
A tall d'exemple:
- De què està fet l'univers? (sobre la matèria fosca)
- Per què necessitem dormir?

Entre els deu misteris referits a la salut humana hi ha:
- Quina és la base biològica de la consciència?
- Per què els humans tenim tan pocs gens?
- Fins a quin punt estan lligats la variació genètica i la salut personal?
- Fins quan es pot estendre la vida humana?
- Què controla la regeneració dels òrgans?
- Com pot una cèl·lula de la pell esdevenir una cèl·lula nerviosa?
- Quins canvis genètics ens fan únicament humans?
- Com s'emmagatzemen i es recuperen les dades de la memòria?
- Podem selectivament suprimir les respostes immunes?
- És factible una vacuna contra la sida?